# بيلي وليامز (لاعب كرة سلة)
بيلي وليامز (27 سبتمبر 1958 بنيويورك في الولايات المتحدة - ) (بالإنجليزية: Billy Williams)‏ هو لاعب كرة سلة أمريكي في مركز مدافع مسدد الهدف. لعب مع Clemson Tigers ‏.

## وصلات خارجية
- بيلي وليامز على موقع سبورتس رفرنس (الإنجليزية)
- بيلي وليامز على موقع كلية كرة السلة في سبورتس رفرنس.كوم (الإنجليزية)
- بيلي وليامز على موقع ريلجم (الإنجليزية)
- بيلي وليامز على موقع بروبوليرز (الإنجليزية)